# Rutenia Roșie
Rutenia Roșie (în latină Ruthenia Rubra/Russia Rubra, în ucraineană Червона Русь, transliterat: Cervona Rus, în poloneză Ruś Czerwona/Ruś Halicka, în rusă Червоная Русь, transliterat: Cervonaia Rus) este un termen istoric folosit încă din Evul Mediu care se referă la zona cunoscută astăzi mai degrabă ca Galiția de Est sau Ucraina de Vest. Termenul este menționat pentru prima dată în cronicile istorice poloneze din 1321 ca Rutenia Rubra sau Voievodatul rutean (1366-1772).

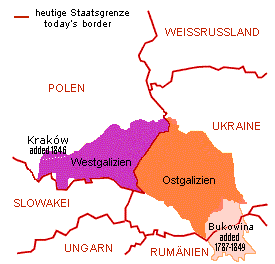
Harta Galiției în perioada austro-ungară. Galiția de Est (vestul Ucrainei) și Galiția de Vest (sud-estul Poloniei) sunt figurate în raport cu granițele moderne.

Din punct de vedere etnografic, termenul provine din folosirea de către vechii slavoni a unui sistem de culori pentru cele patru puncte cardinale. Anticul zeu-totem Svetovid avea patru fețe. Fața dinspre nord a acestui totem era albă, cea dinspre vest era roșie, spre sud era neagră și cea estică era verde. Cu toate acestea există unele neconcordanțe ale acestei teorii, cum ar fi faptul că nu se știe nimic despre Rutenia verde, în timp ce Rutenia Neagră este situată la vest de Rutenia Albă. O altă teorie sugerează că numele a reieșit din sistemul politic deja stabilit pentru cetățile locale (Czerwień Grody, Czerwień). Numeroase orașe din zonă au nume care sunt legate de culoarea roșie.
Începând cu secolul al X-lea, Rutenia Roșie a fost un teritoriu disputat între Regatul Poloniei și Marele Ducat al Ruteniei (Rusia Kieveană), fiecare susținându-și drepturile proprii asupra acestei zone.
Din secolul al XIV-lea și după dezintegrarea Ruteniei zona a fost contestată de numeroasele state istorice, cum ar fi Marele Ducat al Lituaniei (dinastia Gediminaičiai), Regatul Poloniei (dinastia Piast), Regatul Ungariei, Regatul Rutenia și altele. După războaiele dintre Galiția și Volinia cea mai mare parte a Ruteniei Roșii a devenit parte a Poloniei pentru aproximativ 400 de ani, constituind Voievodatul rutean. Rutenia Roșie istorică, ajungând înspre sud-vest până la Przemyśl și Sanok, a fost locuită în ultimele zece secole de către ruteni.

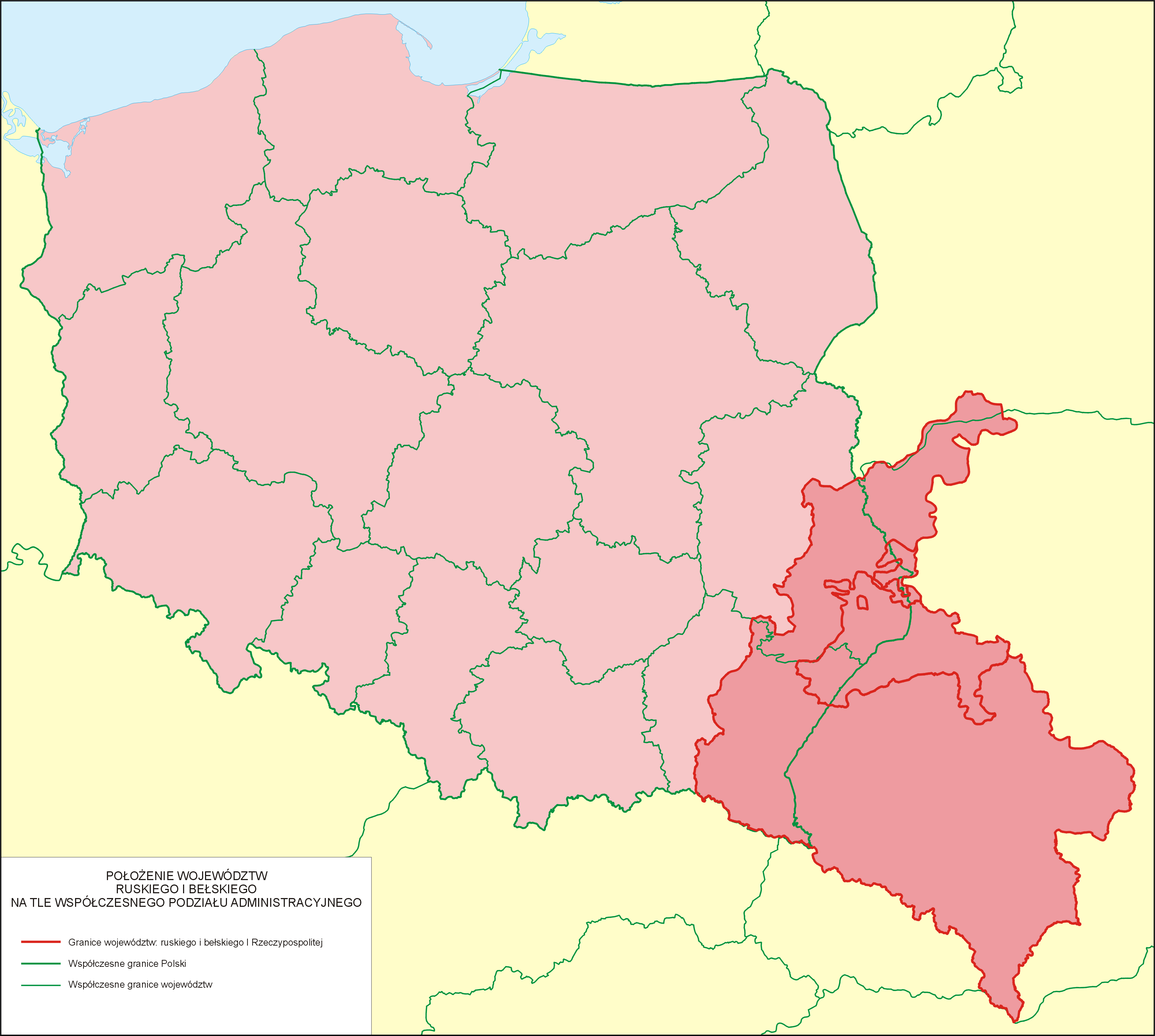
Voievodatele Rutenia și Bełz din Prima Republică Poloneză, în raport cu diviziunea administrativă contemporană a Poloniei.

Populația tradițională era formată din triburile Lendizi (poloneză: Lędzianie), Boyko, Lemko (poloneză: Łemkowie) și un grup sileziano-german, așa-zișii germanii muți (germană Walddeutsche, poloneză: Głuchoniemcy), care locuiau între râurile Dunajec și Sanna, denaționalizați din secolul al XVI-lea până în secolul al XVIII-lea, alături de alți oameni.
Marcin Bielski a susținut că regele polonez Bolesław I cel Viteaz a așezat grupuri de germani în regiune pentru a apăra granițele împotriva Ungariei și a Rusiei Kievene, cu toate acestea ei s-au reîntors la munca pământului. Maciej Stryjkowski menționează prezența unor țărani germani în apropiere de Przeworsk, Przemyśl, Sanok și Jarosław, descriindu-i ca buni fermieri. Pentru evaluarea populației la sfârșitul Evului Mediu în Polonia ar trebui luată în considerare consolidarea colonizărilor interne și migrația poporului polonez către Rutenia Roșie, Zips, Orava și Podlasia, acești oameni fiind numiți de ucraineni drept "Mazury", țărani săraci imigranți, mai ales din Mazowsze.
În a doua jumătate a secolului al XIV-lea a sosit un nou val de coloniști, valahii. Aceștia au venit din Carpații de Sud-est și s-au răspândit rapid în toată Rutenia Roșie. Din secolul al XV-lea, cu toate acestea, elementul rutean a început să prevaleze. Totuși, abia în secolul al XVI-lea populația valahă din Munții Bieszczady și Beskidii de Jos era complet rutenizată.

## Orașe importante
|     | Oraș            | Populație (2014) | Țară, regiune administrativă      | Voievodatul Poloniei (1462-1772) | Țară (1772-1795) | Țară (1809-1815) | Voievodatul Poloniei (1920-1945) | Țară (1945-1951) |
| --- | --------------- | ---------------- | --------------------------------- | -------------------------------- | ---------------- | ---------------- | -------------------------------- | ---------------- |
| 1.  | Liov            | 729.038          | Ucraina, Regiunea Liov            | Rutenia                          | Austria          | Austria          | Lwów                             | URSS             |
| 2.  | Ivano-Frankivsk | 227.030          | Ucraina, Regiunea Ivano-Frankivsk | Rutenia                          | Austria          | Austria          | Stanisławów                      | URSS             |
| 3.  | Ternopil        | 217.110          | Ucraina, Regiunea Ternopil        | Rutenia                          | Austria          | Rusia            | Tarnopol                         | URSS             |
| 4.  | Rzeszów         | 185.123          | Polonia, Voievodatul Subcarpatia  | Rutenia                          | Austria          | Austria          | Lwów                             | Polonia          |
| 5.  | Drohobîci       | 76.866           | Ucraina, Regiunea Liov            | Rutenia                          | Austria          | Austria          | Lwów                             | URSS             |
| 6.  | Cervonohrad     | 67.993           | Ucraina, Regiunea Liov            | Bełz                             | Austria          | Austria          | Lwów                             | Polonia          |
| 7.  | Kaluș           | 67.559           | Ucraina, Regiunea Ivano-Frankivsk | Rutenia                          | Austria          | Austria          | Stanisławów                      | URSS             |
| 8.  | Zamość          | 65.055           | Polonia, Voievodatul Lublin       | Rutenia                          | Austria          | Varșovia         | Lublin                           | Polonia          |
| 9.  | Chełm           | 64.855           | Polonia, Voievodatul Lublin       | Rutenia                          | Polonia          | Varșovia         | Lublin                           | Polonia          |
| 10. | Przemyśl        | 63.441           | Polonia, Voievodatul Subcarpatia  | Rutenia                          | Austria          | Austria          | Lwów                             | Polonia          |
| 11. | Colomeea        | 61.350           | Ucraina, Regiunea Ivano-Frankivsk | Rutenia                          | Austria          | Austria          | Stanisławów                      | URSS             |
| 12. | Strîi           | 59.835           | Ucraina, Regiunea Liov            | Rutenia                          | Austria          | Austria          | Stanisławów                      | URSS             |
| 13. | Krosno          | 46.934           | Polonia, Voievodatul Subcarpatia  | Rutenia                          | Austria          | Austria          | Lwów                             | Polonia          |
| 14. | Jarosław        | 38.970           | Polonia, Voievodatul Subcarpatia  | Rutenia                          | Austria          | Austria          | Lwów                             | Polonia          |
| 15. | Sanok           | 38.953           | Polonia, Voievodatul Subcarpatia  | Rutenia                          | Austria          | Austria          | Lwów                             | Polonia          |

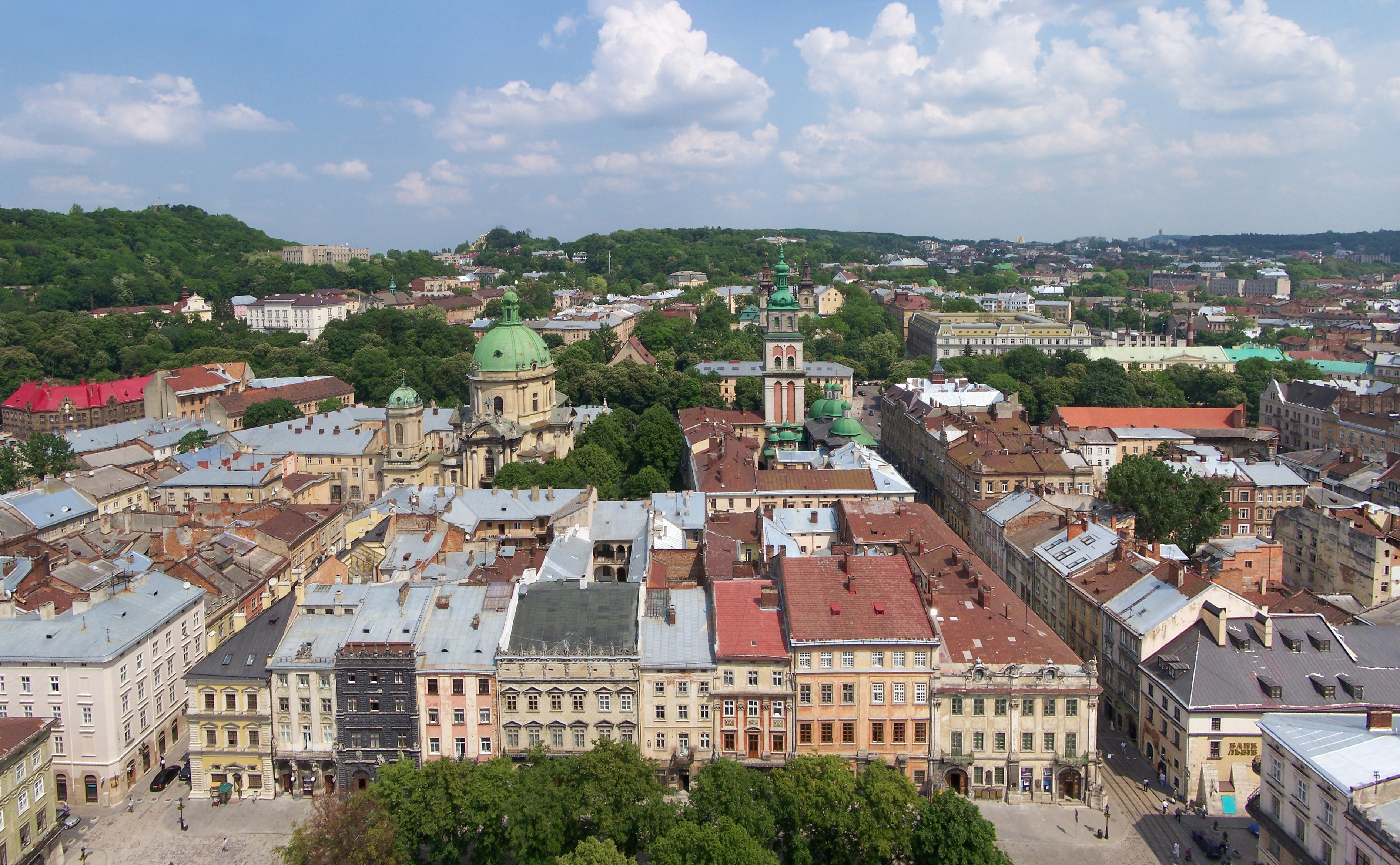
Liov
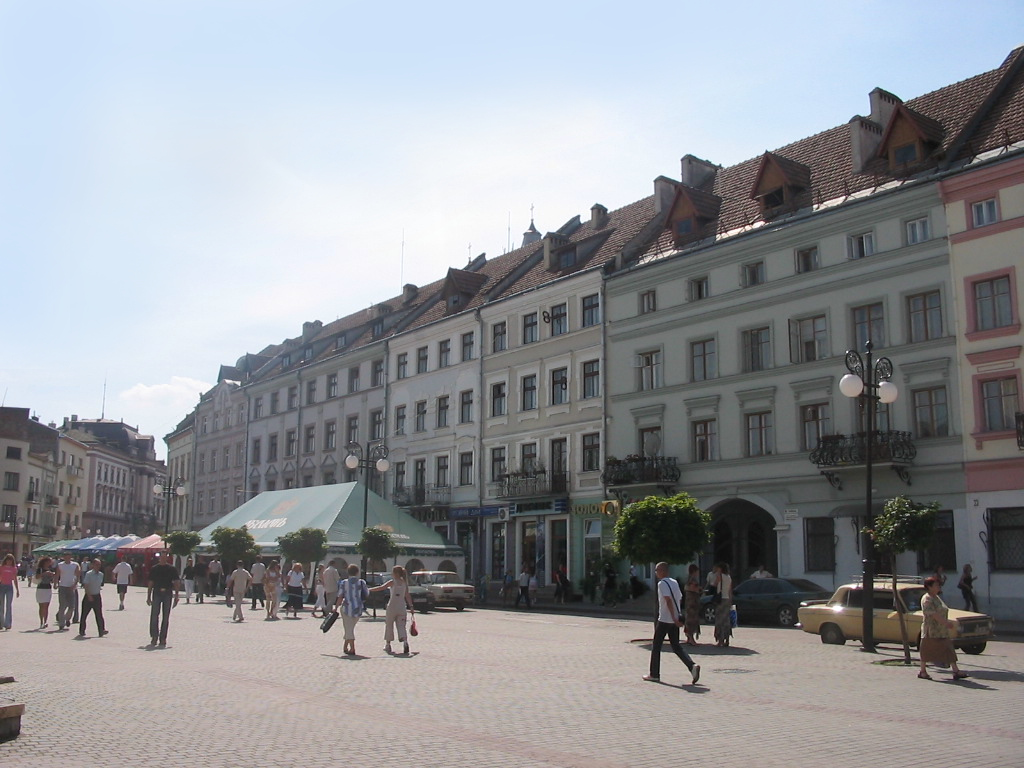
Ivano-Frankivsk
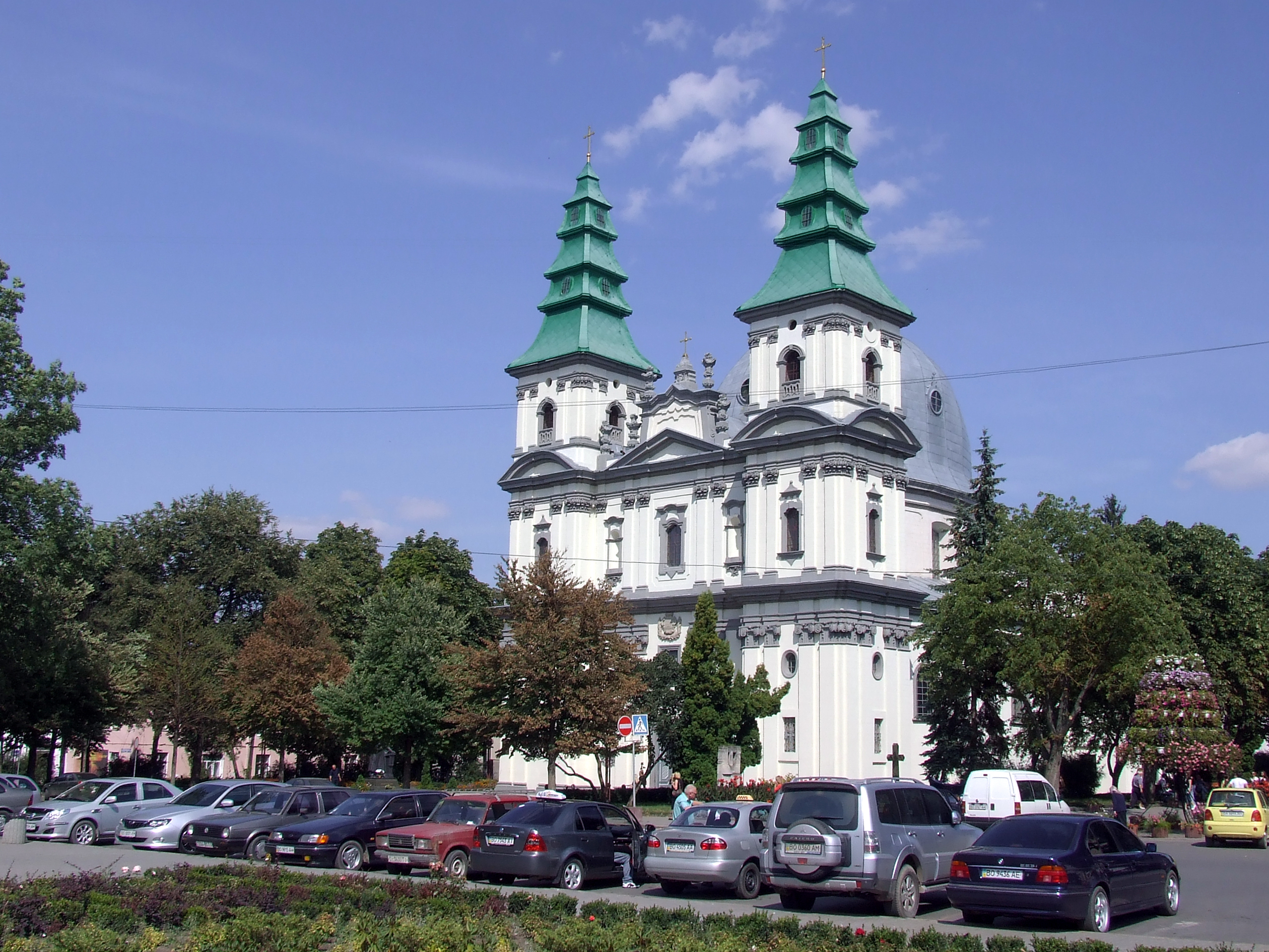
Ternopil
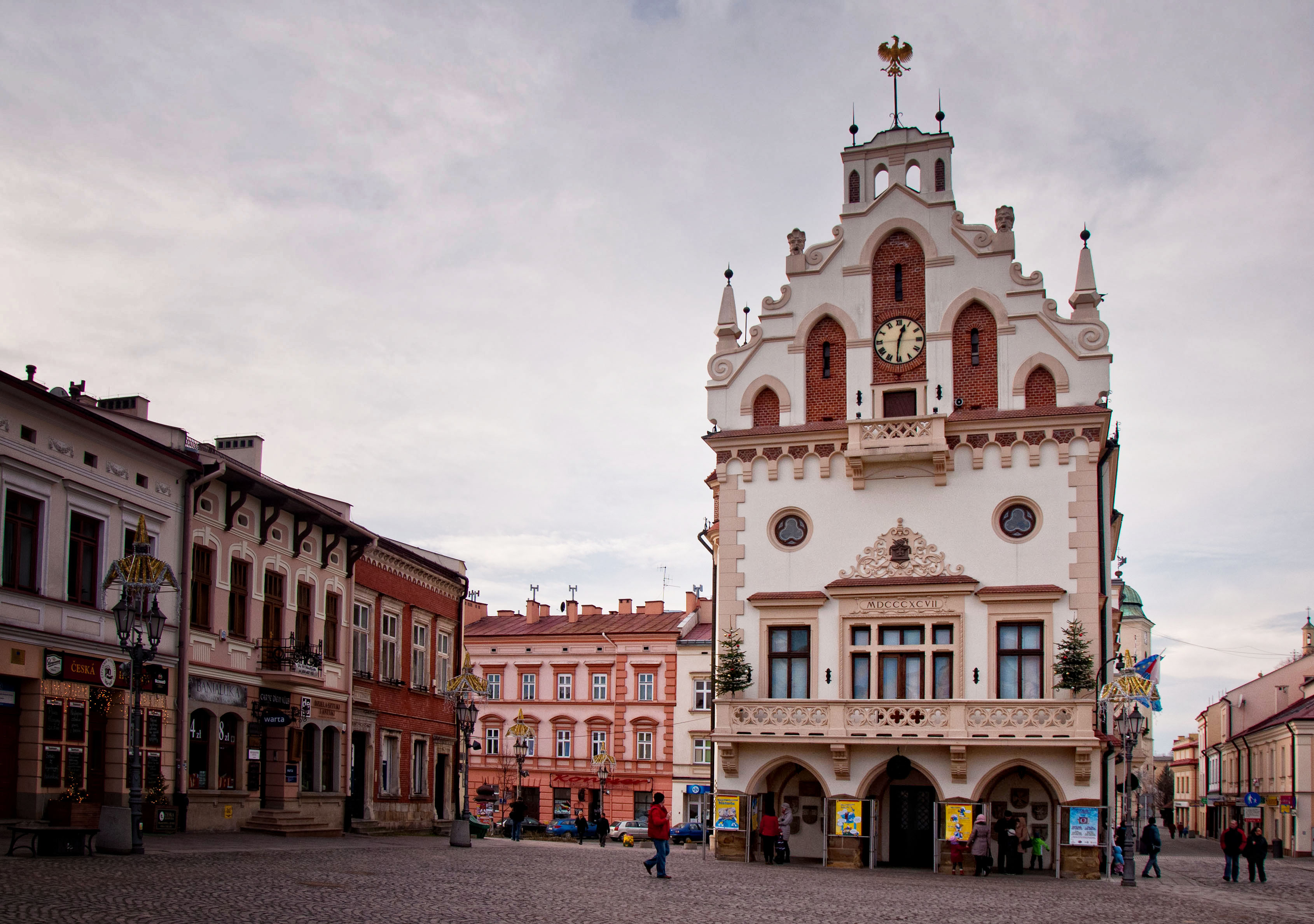
Rzeszów
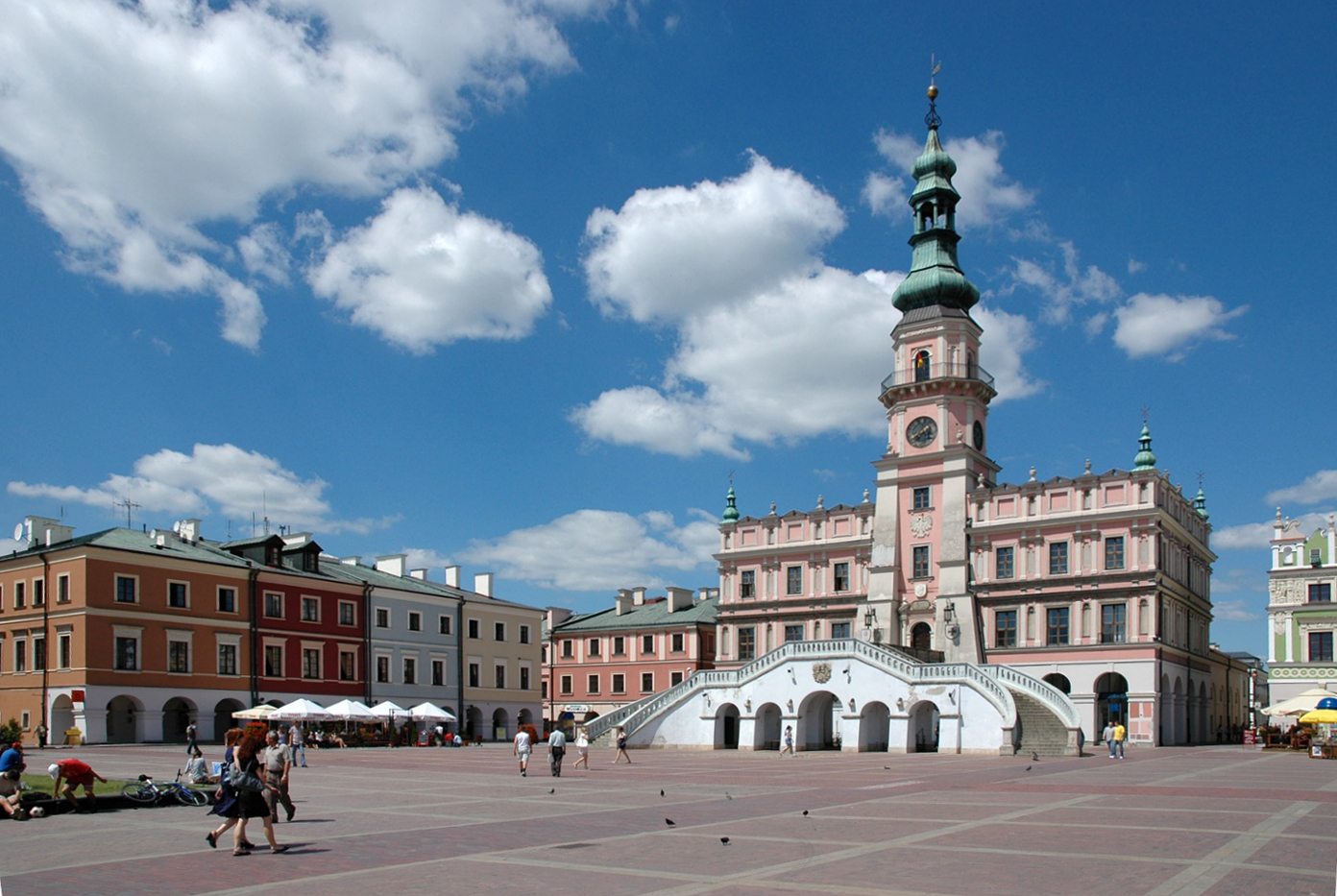
Zamość